# Pseudopoda casaria
Pseudopoda casaria là một loài nhện trong họ Sparassidae.
Loài này thuộc chi Pseudopoda. Pseudopoda casaria được Eugène Simon miêu tả năm 1897.